# Pseudopodospermum
 Pseudopodospermum   (Lipsch. & Krasch.) Kuth., 1978 è un genere di piante angiosperme dicotiledoni della famiglia delle Asteraceae.

## Etimologia
Il nome scientifico del genere è stato definito per la prima volta dai botanici Sergej Julievitsch Lipschitz (1905-1983), Ippolit Mikhailovich Krascheninnikov (1884-1947) e Schushana Ilyinichna Kuthatheladze (1905-) nella pubblicazione " Kavkazskie Predstaviteli podtriby Scorzonerinae Dum. (Fam. Compositae)" ( Kavkaz. Predstav. podtriby Scorzonerinae Dum. (Compos.) 85) del 1978.

## Descrizione

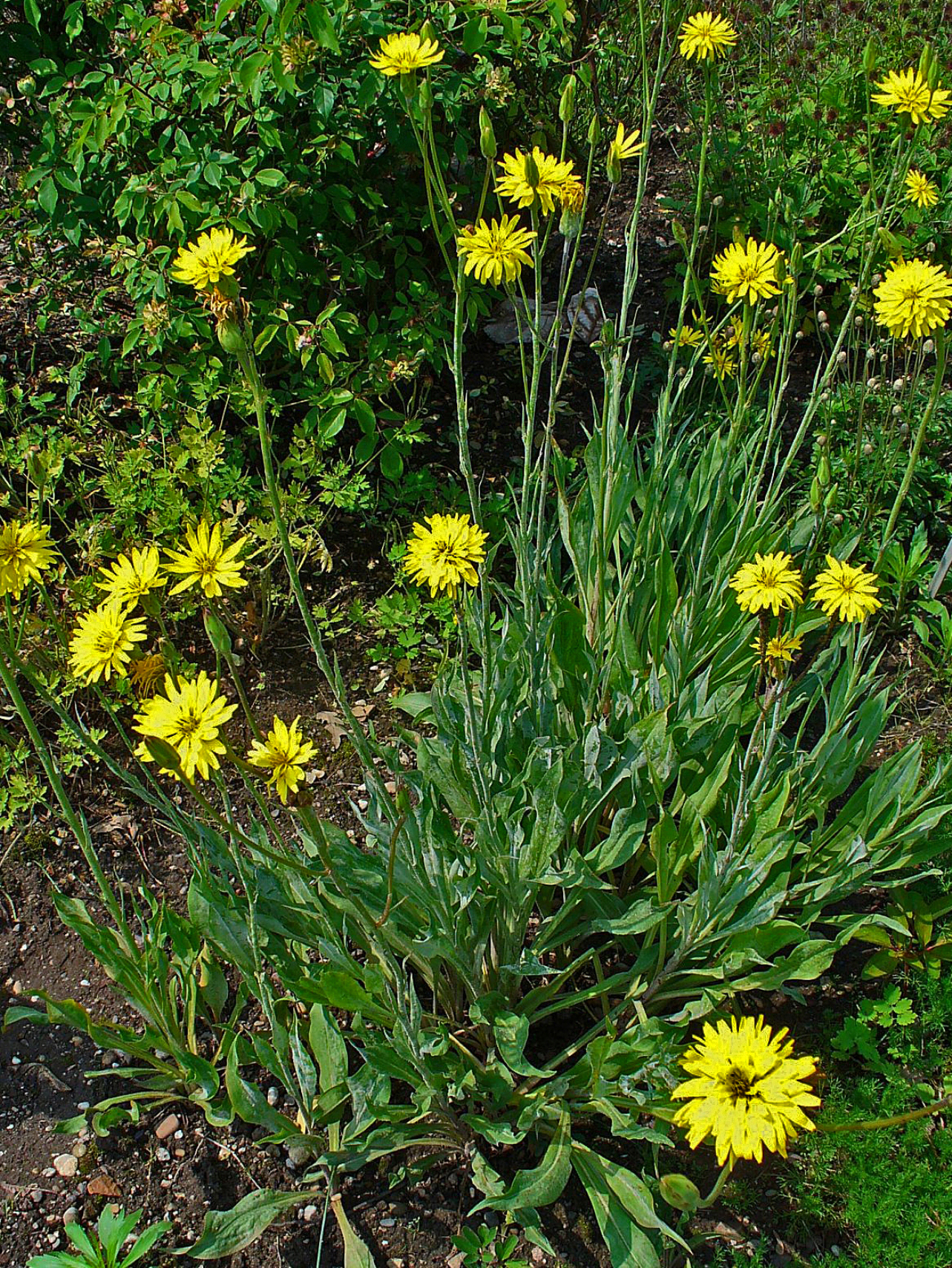
Il portamento
P. hispanicum

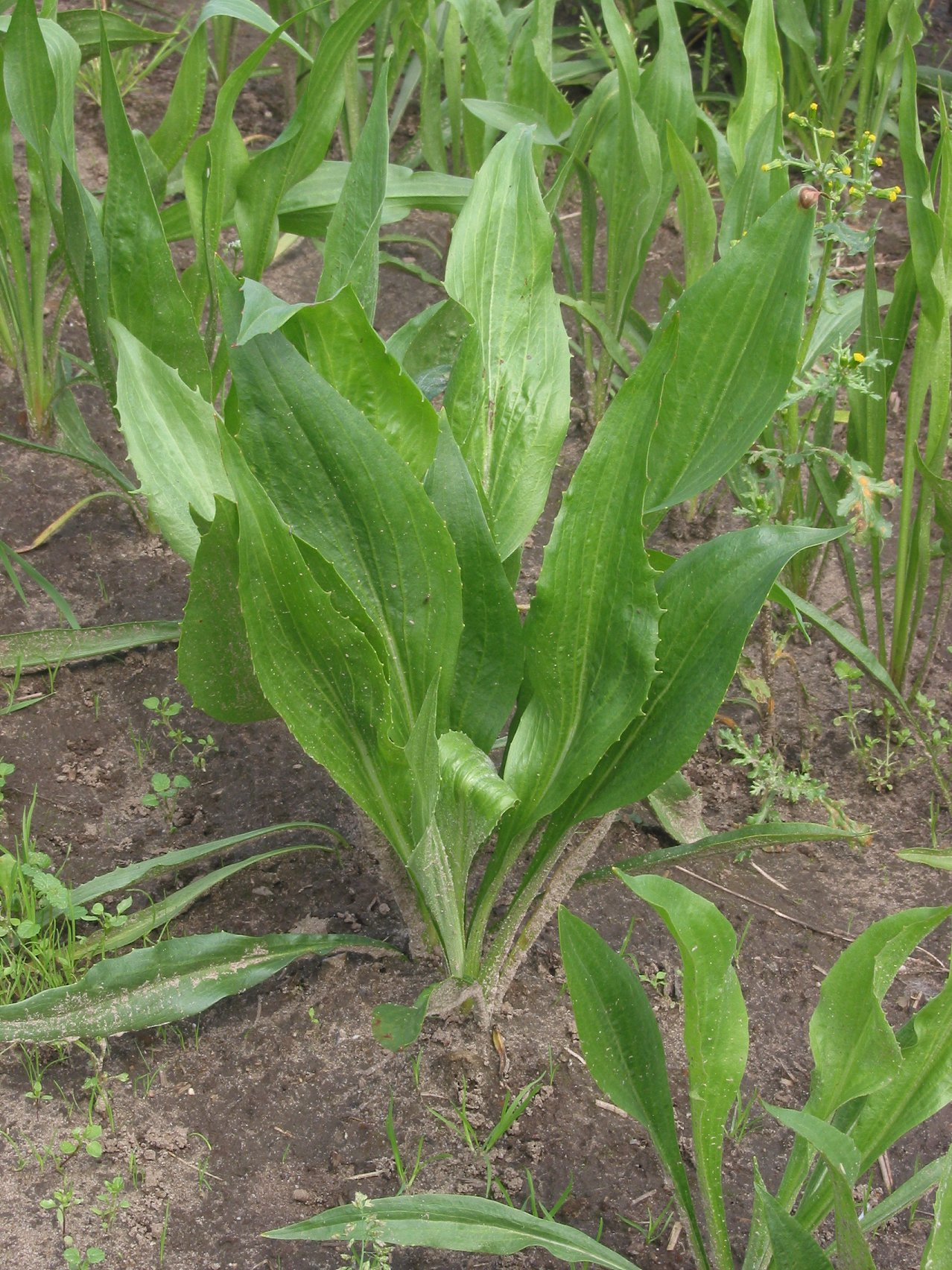
Le foglie
P. hispanicum

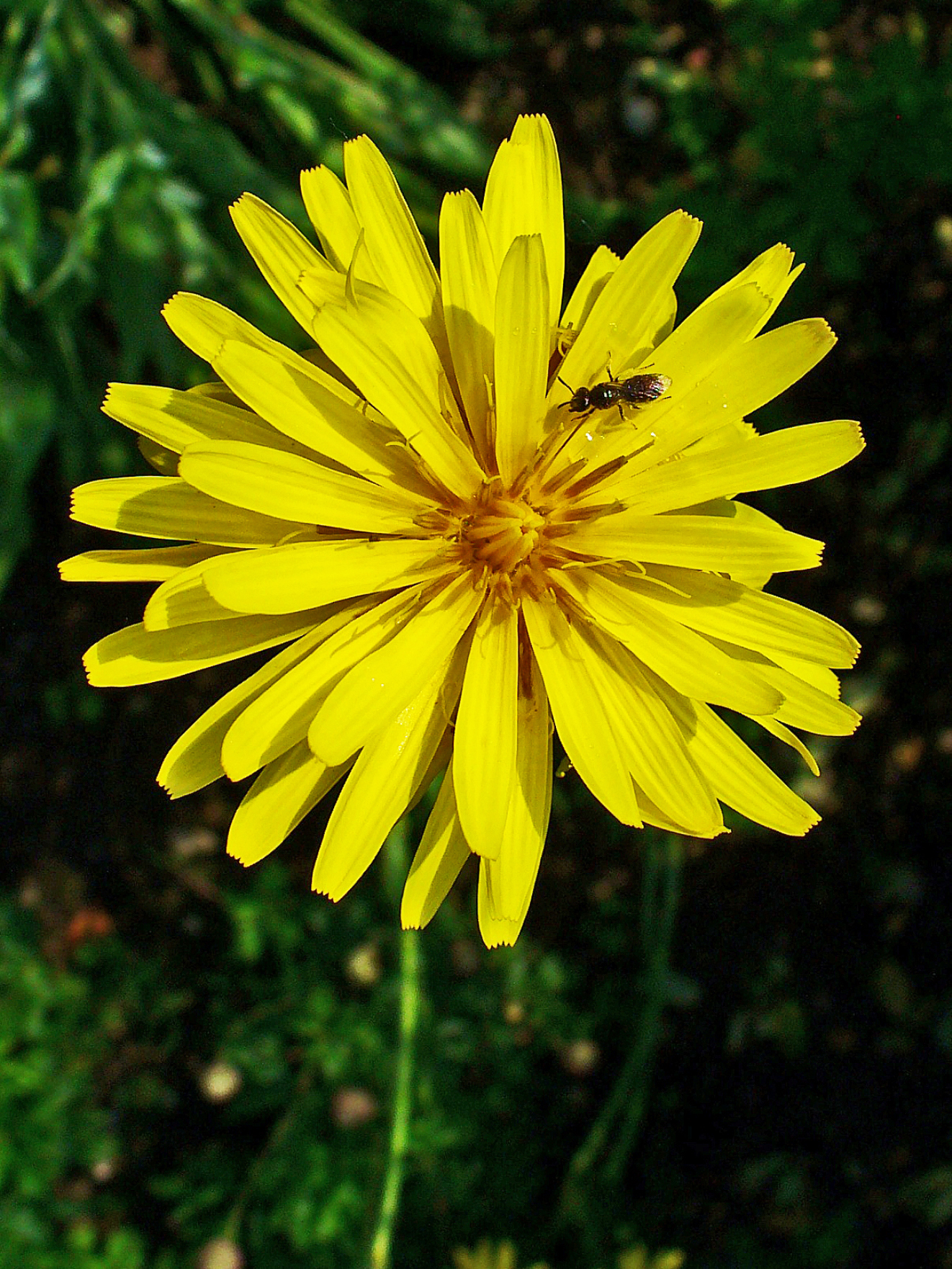
Infiorescenza
P. hispanicum

Habitus. L'habitus delle specie di queste piante è di tipo erbaceo perenne (spesso tuberose o radici fittonanti) con superfici sia glabre o mollemente pubescenti. Gli organi interni di queste piante contengono lattoni sesquiterpenici.
Foglie. Le foglie lungo il fusto sono disposte in modo alterno. Quelle basali sono rosulate e non sono lanose. Le foglie alla base sono picciolate, quelle superiori sono sessili o amplessicauli. Il contorno può essere intero o in alcuni casi di tipo pennatosetto. I margini sono continui o ondulati. La superficie è glabra o tomentosa, ma mai ispida o irsuta. Le venature sono parallele.
Infiorescenza. Le infiorescenza sono composte da pochi capolini. I capolini, per lo più peduncolati, omogami e radiati, sono composti da un involucro da glabro a lanato formato da diverse brattee embricate in più serie che fanno da protezione al ricettacolo sul quale s'inseriscono i fiori ligulati. Le brattee hanno forme da triangolari a lanceolate; a volte possono essere connate. Il ricettacolo è nudo (senza pagliette).
Fiori. I fiori (più di 12) sono tetra-ciclici (ossia sono presenti 4 verticilli: calice – corolla – androceo – gineceo) e pentameri (ogni verticillo ha in genere 5 elementi). I fiori sono inoltre ermafroditi e zigomorfi.
- Formula fiorale:

*/x K {\displaystyle \infty }, [C (5), A (5)], G 2 (infero), achenio
- Calice: i sepali del calice sono ridotti ad una coroncina di squame.
- Corolla: le corolle sono formate da una ligula terminante con 5 denti; il colore è giallo, rosa o viola; la superficie può essere sia pubescente che glabra; le ligule in genere sono incurvate all'esterno (disposizione radiale).
- Androceo: gli stami sono 5 con filamenti liberi e distinti, mentre le antere sono saldate in un manicotto (o tubo) circondante lo stilo.[11] Le antere alla base sono acute. Il polline è tricolporato (con 20 lacune), è echinato (con punte) e anche "lophato" (la parte più esterna dell'esina è sollevata a forma di creste e depressioni).[12]
- Gineceo: lo stilo è filiforme. Gli stigmi dello stilo sono due divergenti, filiformi, ricurvi con la superficie stigmatica posizionata internamente (vicino alla base).[13] L'ovario è infero uniloculare formato da 2 carpelli.

Frutti. I frutti sono degli acheni con pappo. Gli acheni, ristretti all'apice e leggermente ricurvi, hanno 5 - 10 coste longitudinali verrucose. La superficie glabra o con ghiandole (raramente è sericea). Il carpoforo in alcune specie può mancare. Il pappo è piumoso per morbide proiezioni laterali (pappo fimbriato) oppure è formato da normali setole. Il pappo è inserito in un anello cartilagineo all'apice dell'achenio. Gli acheni sono lunghi 8 – 28 mm. Il pappo è lungo 6 – 28 mm.

## Biologia
- Impollinazione: l'impollinazione avviene tramite insetti (impollinazione entomogama tramite farfalle diurne e notturne).
- Riproduzione: la fecondazione avviene fondamentalmente tramite l'impollinazione dei fiori (vedi sopra).
- Dispersione: i semi (gli acheni) cadendo a terra sono successivamente dispersi soprattutto da insetti tipo formiche (disseminazione mirmecoria). In questo tipo di piante avviene anche un altro tipo di dispersione: zoocoria. Infatti gli uncini delle brattee dell'involucro si agganciano ai peli degli animali di passaggio disperdendo così anche su lunghe distanze i semi della pianta.

## Distribuzione e habitat
Le piante di questo gruppo sono distribuite in Europa, Caucaso e Africa settentrionale.

## Tassonomia
La famiglia di appartenenza di questa voce (Asteraceae o Compositae, nomen conservandum) probabilmente originaria del Sud America, è la più numerosa del mondo vegetale, comprende oltre 23.000 specie distribuite su 1.535 generi, oppure 22.750 specie e 1.530 generi secondo altre fonti (una delle checklist più aggiornata elenca fino a 1.679 generi). La famiglia attualmente (2021) è divisa in 16 sottofamiglie.

### Filogenesi
Questo genere appartiene alla sottotribù Scorzonerinae della tribù Cichorieae (unica tribù della sottofamiglia Cichorioideae). In base ai dati filogenetici la sottofamiglia Cichorioideae è il terz'ultimo gruppo che si è separato dal nucleo delle Asteraceae (gli ultimi due sono Corymbioideae e Asteroideae). La sottotribù Scorzonerinae è il secondo clade che si è separato dalla tribù.
La tribù Scorzonerinae è individuata dai seguenti principali caratteri:
- l'indumento di queste piante è morbido fatti di piccoli peli;
- le foglie sono parallelinervie indivise;
- le setole del pappo sono provviste di morbide proiezioni laterali (una fila di cellule appiattite);
- il polline è tricolporato con 2 lacune;
- l'areale (nativo) della sottotribù è relativo al Vecchio Mondo.

All'interno della sottotribù sono stati individuati diversi cladi, alcuni in posizione politomica. Il genere di questa voce, da un punto di vista della filogenesi, si trova in un clade più interno insieme al genere Takhtajaniantha, e, in altre analisi, insieme al genere Epilasia. Questo genere deriva da alcune specie del genere Scorzonera
I caratteri distintivi per le specie di questo genere ( Pseudopodospermum ) sono:
- il portamento è sempre perenne;
- le foglie basali sono rosulate e non sono lanose;
- il colore dei fiori è vario (giallo, rosa o viola);
- gli acheni hanno delle coste verrucose;
- il carpoforo in alcune specie può mancare.

Il numero cromosomico delle specie di questo genere è: 2n = 14 (diploidi, tetraploidi e esaploidi).

### Elenco delle specie
Questo genere ha 37 specie:
- Pseudopodospermum aragatzii (Kuth.) Kuth.
- Pseudopodospermum boeticum (Boiss. ex DC.) Zaika, Sukhor. & N.Kilian
- Pseudopodospermum brevicaule (Vahl) Zaika, Sukhor. & N.Kilian
- Pseudopodospermum calyculatum (Boiss.) Zaika, Sukhor. & N.Kilian
- Pseudopodospermum chantavicum (Pavlov) Zaika, Sukhor. & N.Kilian
- Pseudopodospermum crispatulum (DC.) Zaika, Sukhor. & N.Kilian
- Pseudopodospermum crocifolium (Sm.) Zaika, Sukhor. & N.Kilian
- Pseudopodospermum davisii (Lipsch.) Zaika, Sukhor. & N.Kilian
- Pseudopodospermum elatum (Boiss.) Zaika, Sukhor. & N.Kilian
- Pseudopodospermum gracile (Lipsch.) Zaika, Sukhor. & N.Kilian
- Pseudopodospermum hispanicum (L.) Zaika, Sukhor. & N.Kilian
- Pseudopodospermum hissaricum (C.Winkl.) Zaika, Sukhor. & N.Kilian
- Pseudopodospermum idaeum (Gand.) Zaika, Sukhor. & N.Kilian
- Pseudopodospermum inaequiscapum (Boiss.) Zaika, Sukhor. & N.Kilian
- Pseudopodospermum incisum (DC.) Zaika, Sukhor. & N.Kilian
- Pseudopodospermum inconspicuum (Lipsch.) Zaika, Sukhor. & N.Kilian
- Pseudopodospermum lamellatum (Krasch.) Zaika, Sukhor. & N.Kilian
- Pseudopodospermum leptophyllum (DC.) Kuth.
- Pseudopodospermum libanoticum (Boiss.) Zaika, Sukhor. & N.Kilian
- Pseudopodospermum molle (M.Bieb.) Kuth.
- Pseudopodospermum mucidum (Rech.f., Aellen & Esfand.) Zaika, Sukhor. & N.Kilian
- Pseudopodospermum ovatum (Trautv.) Zaika, Sukhor. & N.Kilian
- Pseudopodospermum pachycephalum (Podlech & Rech.f.) Zaika, Sukhor. & N.Kilian
- Pseudopodospermum papposum (DC.) Zaika, Sukhor. & N.Kilian
- Pseudopodospermum phaeopappum (Boiss.) Zaika, Sukhor. & N.Kilian
- Pseudopodospermum pubescens (DC.) Zaika, Sukhor. & N.Kilian
- Pseudopodospermum raddeanum (C.Winkl.) Zaika, Sukhor. & N.Kilian
- Pseudopodospermum reverchonii (O.Debeaux ex Hervier) Zaika, Sukhor. & N.Kilian
- Pseudopodospermum semicanum (DC.) Zaika, Sukhor. & N.Kilian
- Pseudopodospermum strictum (Hornem.) Zaika, Sukhor. & N.Kilian
- Pseudopodospermum suberosum (K.Koch) Kuth.
- Pseudopodospermum szowitzii (DC.) Kuth.
- Pseudopodospermum troodeum (Boiss.) Zaika, Sukhor. & N.Kilian
- Pseudopodospermum turcomanicum (Krasch. & Lipsch.) Zaika, Sukhor. & N.Kilian
- Pseudopodospermum turkeviczii (Krasch. & Lipsch.) Kuth.
- Pseudopodospermum undulatum (Vahl) Zaika, Sukhor. & N.Kilian
- Pseudopodospermum violaceum (D.F.Chamb.) Zaika, Sukhor. & N.Kilian

### Specie della flora italiana
Nella flora italiana sono presenti le seguenti specie:

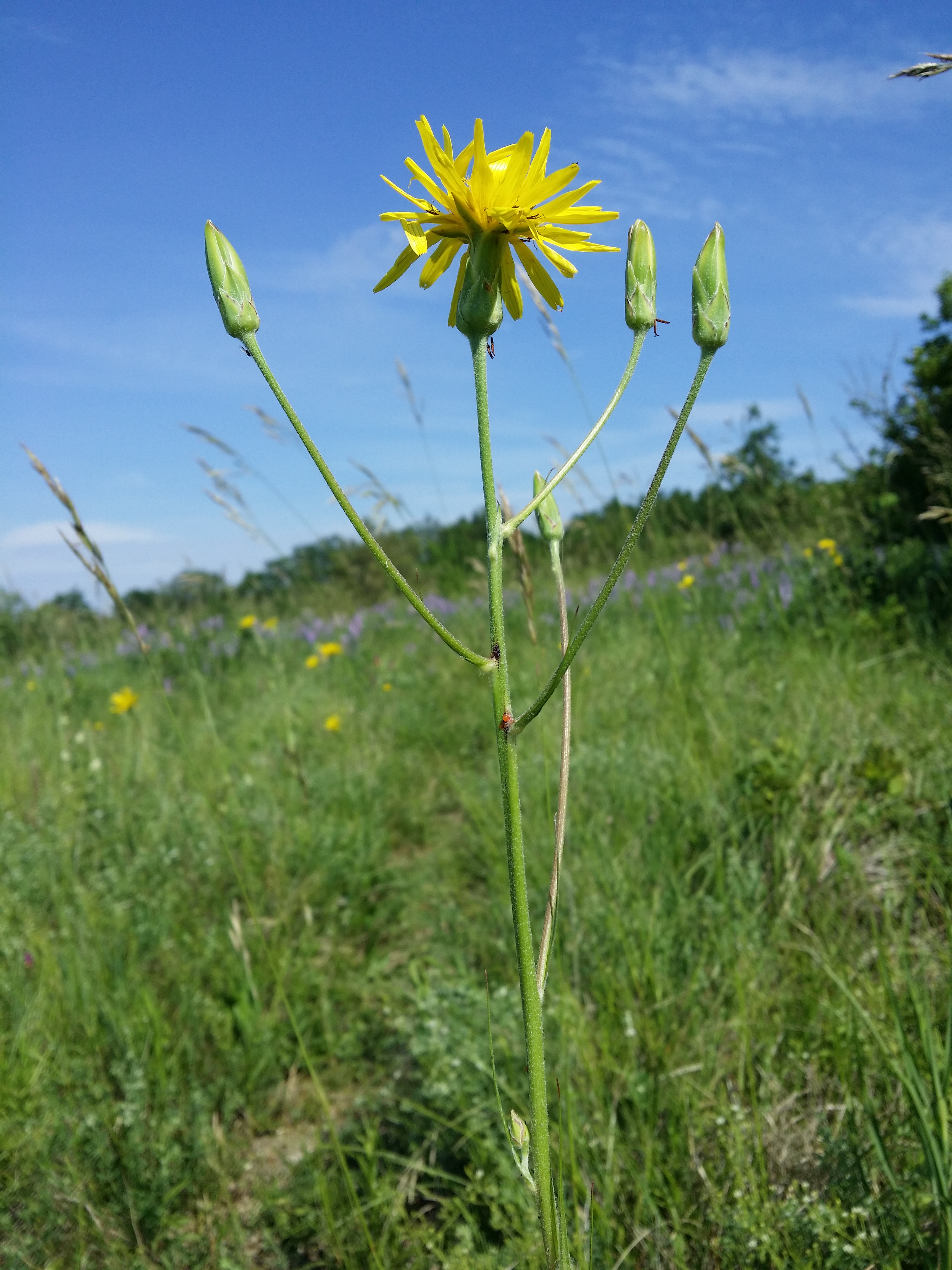
P. hispanicum

- Pseudopodospermum hispanicum (L.) Zaika, Sukhor. & N.Kilian - Scorzonera di Spagna: le foglie sono lineari-spatolate larghe 2 - 5 cm.

L'altezza massima della pianta è di 4 - 10 dm; il ciclo biologico è perenne; la forma biologica è emicriptofita scaposa (H scap); il tipo corologico è Sud Est Europeo - Sud Siberiano; l'habitat tipico sono i pendii rupestri e i prati steppici; in Italia è una specie rara e si trova su tutta la Penisola ma con discontinuità fino ad una quota di 300 - 1.900 m s.l.m.. Questa specie è presente anche nelle Alpi. (Nella "Flora d'Italia" è indicata come Scorzonera hispanica L.)
- Pseudopodospermum strictum (Hornem.) Zaika, Sukhor. & N.Kilian - Scorzonera con foglie di gladiolo: le foglie sono lineari larghe 2 - 4 mm.

L'altezza massima della pianta è di 4 - 10 dm; il ciclo biologico è perenne; la forma biologica è emicriptofita scaposa (H scap); il tipo corologico è Sud Europeo - Sud Siberiano; l'habitat tipico sono i prati aridi; in Italia è una specie rara e si trova su tutta la Penisola ma con discontinuità fino ad una quota di 1.800 m s.l.m.. Questa specie è presente anche nelle Alpi. (Nella "Flora d'Italia" è indicata come Scorzonera hispanica subsp. asphodeloides (Wallr.) Arcang.)

#### Specie della zona alpina
Delle 2 specie spontanee della flora italiana entrambe vegetano sull'arco alpino. La tabella seguente mette in evidenza alcuni dati relativi all'habitat, al substrato e alla distribuzione delle specie alpine (qui viene indicata una sola specie in quanto per gli Autori della "Flora Alpina" la specie Pseudopodospermum strictum è considerata una sottospecie di Scorzonera hispanica).
| Specie | Comunità vegetali | Piani vegetazionali | Substrato | pH     | Livello trofico | H2O   | Ambiente                | Zona alpina          |
| --- | ----------------- | ------------------- | --------- | ------ | --------------- | ----- | ----------------------- | -------------------- |
| Pseudopodospermum hispanicum | 11                | collinare montano   | Ca        | neutro | medio           | secco | B2 B9 F2 F3 F7 G4 I1 I3 | IM SV TO CN AO BS TN |
| Legenda e note alla tabella. Substrato con “Ca/Si” si intendono rocce di carattere intermedio (calcari silicei e simili); vengono prese in considerazione solo le zone alpine del territorio italiano (sono indicate le sigle delle province). Comunità vegetali: 9 = comunità a emicriptofite e camefite delle praterie rase magre secche; 10 = comunità delle praterie rase dei piani subalpino e alpino con dominanza di emicriptofite; 11 = comunità delle macro- e megaforbie terrestri Ambienti: B2 = ambienti ruderali, scarpate; B9 = coltivi umani; C2 = rupi, muri e ripari sotto roccia; E1 = paludi e torbiere basse; F2 = praterie rase, prati e pascoli dal piano collinare al subalpino; F3 = prati e pascoli mesofili e igrofili; F4 = prati e praterie magre rase; F5 = praterie rase subalpine e alpine; F7 = margini erbacei dei boschi; G3 = macchie basse; G4 = arbusteti e margini dei boschi; I1 = boschi di conifere; I3 = querceti submediterranei |                   |                     |           |        |                 |       |                         |                      |